# قنبرة الغيط أوسترالي
قنبرة الغيط أوسترالي (الاسم العلمي: Mirafra javanica) هو نوع من فصيلة قبرة.